# De-Loused in the Comatorium
De-Loused in the Comatorium — дебютный полноформатный студийный альбом американской рок-группы The Mars Volta, вышедший в 2003 году. Релиз стал главным хитом музыкантов: было продано более пятисот тысяч экземпляров. Альбом занял 25 место в списке «50 величайших прог-рок-альбомов всех времён» журнала Rolling Stone.

## Об альбоме
- Две песни из альбома, «Roulette Dares (The Haunt Of)» и «Cicatriz ESP», впервые появились в 2001 году как самые первые демо-записи группы с басистом Ева Гарднер и барабанщиком Блейк Флеминг; ранняя версия «Cicatriz ESP» (тогда известная как «Cicatrix») была медленнее и намного короче (4 минуты), чем альбомная (12 минут — это самый длинный трек в альбоме).
- Альбом представляет собой прогрессивный рок[2][3] и Арт-рок[2] альбом, также включает в себя влияние Психоделического рока, Латинского джаза, Хеви-метала, Панк-рока и Блюз-рока[4][5].
- альбом отсылает к сюжету фильма «Brain Candy» скетч-группы «The Kids in the Hall»

## Оригинальный релиз
| №                   | Название                           | Длительность |
| ------------------- | ---------------------------------- | ------------ |
| 1.                  | «Son et lumière»                   | 1:35         |
| 2.                  | «Inertiatic ESP»                   | 4:24         |
| 3.                  | «Roulette Dares (The Haunt Of)»    | 7:31         |
| 4.                  | «Tira me a las arañas»             | 1:28         |
| 5.                  | «Drunkship of Lanterns»            | 7:06         |
| 6.                  | «Eriatarka»                        | 6:20         |
| 7.                  | «Cicatriz ESP»                     | 12:29        |
| 8.                  | «This Apparatus Must Be Unearthed» | 4:58         |
| 9.                  | «Televators»                       | 6:19         |
| 10.                 | «Take the Veil Cerpin Taxt»        | 8:42         |
| Общая длительность: | Общая длительность:                | 60:51        |

## Бонусные треки (австралийское издание
| №  | Название                                          | Длительность |
| -- | ------------------------------------------------- | ------------ |
| 1. | ««Roulette Dares (The Haunt of)» (сессия на BBC)» | 9:29         |
| 2. | ««Drunkship of Lanterns» (сессия на BBC)»         | 9:38         |
| 3. | ««Cicatriz ESP» (концертное выступление)»         | 16:08        |
| 4. | «Televators» (концертное выступление)»            | 7:18         |

Бонусные треки (английское издание)
| №  | Название     | Длительность |
| -- | ------------ | ------------ |
| 1. | ««Ambuletz»» | 7:03         |

## Участники записи

### The Mars Volta
- Седрик Бикслер-Савала — вокал
- Омар Родригеc-Лопес — гитара
- Джон Теодор — ударные
- Джереми Майкл Уорд — саунд-манипуляции
- Айсайа Оуэнс — клавишные
- Фли — бас-гитара

### Приглашённые музыканты
- Ленни Кастро — перкуссия
- Джон Фрушанте — гитара, синтезатор («Cicatriz ESP»)
- Джастин Мелдал-Джонсен — контрабас («Televators»)

### Запись
- Рик Рубин — продюсирование
- Омар Родригес-Лопес — продюсирование
- Дэйв Шиффман — рекординг
- Эндрю Шепс — дополнительный рекординг
- Филлип Гроссард — инженер-ассистент
- Даррен Мора — инженер-ассистент
- Линдси Чейз — координирование продюсирования
- Владо Меллер — мастеринг
- Стив Кэдисон — мастеринг (ассистент)

### Оформление
- Сторм Торгерсон — оформление обложки, арт-директор
- Питер Кёрзон — оформление обложки, графика
- Руперт Трумэн — фотография
- Дэн Эбботт — иллюстрации

## Синглы
- «Inertiatic ESP» (2003)
- «Televators» (2003)